# Рудниця (станція, вузькоколійна)
Рудниця — проміжна залізнична станція Шевченківської дирекції Одеської залізниці, початкова станція вузькоколійної залізниці Рудниця — Голованівськ. Розташована паралельно станції Рудниця ширококолійної залізниці, у смт Рудниця Тульчинського району Вінницької області. Є окремою залізничною станцією, а не вузькоколійною стороною широколійної станції Рудниця, адже станція має власні коди та належить до Шевченківської дирекції, а широколійна станція — до Одеської дирекції.

## Історія
Станція відкрита 1899 року, при відкритті руху на залізниці Рудниця — Гайворон — Підгородна. Станція виникла під такою ж назвою.

## Пасажирське сполучення
Станція є початковим та кінцевим пунктом прямування приміських поїздів Рудниця — Гайворон — Рудниця.
Після припинення приміського сполучення з 18 березня 2020 року через карантинні обмеження, сричинені розповсюдженням захворювань на COVID-19, з 14 жовтня 2021 року керівництво Одеської залізниці відновило вузькоколійною залізницею рух приміського поїзда № 6272/6274 сполученням Гайворон — Рудниця. Поїзд проходить майже 80-кілометрову відстань від Гайворона до Рудниці через колишній райцентр Бершадь, де збереглася станція. На станції Рудниця передбачена можливість пересісти на електропоїзди сполученням Одеса — Вапнярка і Кодима — Вапнярка, а також пасажирські поїзди сполученням Ізмаїл — Одеса — Київ, Одеса — Львів — Івано-Франківськ — Рахів, Одеса — Ковель.